# Нур-Султан (ханша)

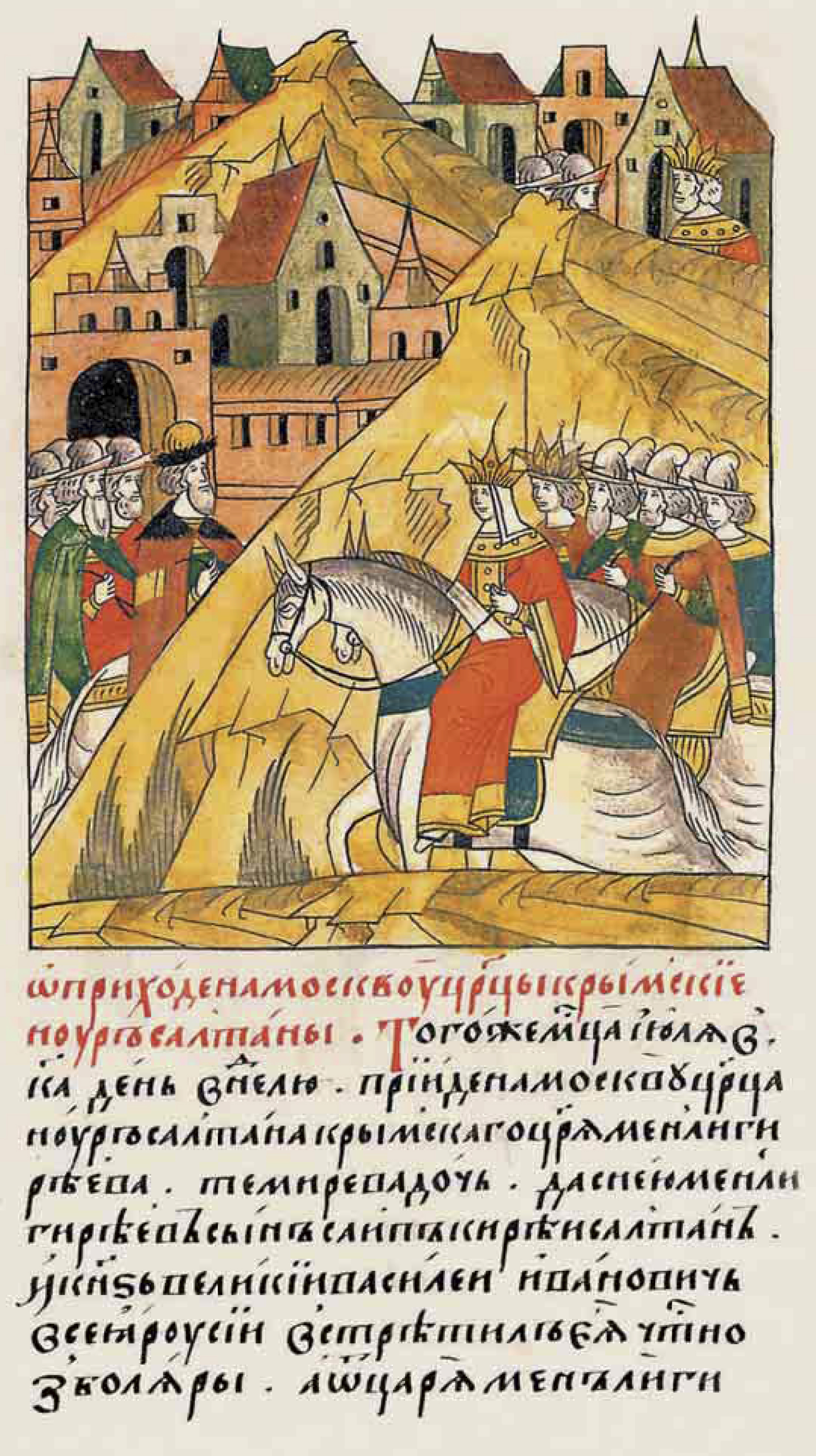
Лицевий літописний звід: «Про прихід до Москви цариці кримської Нур-Салтан. Того ж місяця липня в 21 день у неділю прийшла на Москву Кримського царя Менлі-Гірея цариця Нур-Салтан, дочка Теміра, та з нею син Менлі-Гірея Саїп-Кірей-Салтан. І великий князь всієї Русі Василь Іванович зустрів її з честю з боярами. (…) А прийшла цариця, щоб зі своїми дітьми побачитися, з царем Магамет-Аміном Казанським та з царем Абдил-Летіфом, які служать великому князю».

Нур-Султан (тат. Nursoltan, Нурсолтан, نور سلطان ‎ крым. Nur Sultan , نور سلطان ‎ пом. 1519) — казанська і кримська бікем (дружина хана), хаджі. Дочка ногайського бека Тимура, беклярбека при хані Ахматі, одному з останніх ханів Золотої Орди. Дружина казанських ханів Халіля і після смерті останнього Ібрагіма, а згодом — кримського хана Менглі I Гірея.

## Біографія
У 1466 році у віці 15 років була видана заміж за казанського хана Халіля. Після смерті Халіля в 1467 році стала третьою дружиною брата Халіля, хана Ібрагіма, народила йому спадкоємців, стала старшою дружиною і, разом з матір'ю Ібрагіма, головою промосковського угруповання при казанському дворі. Підтримувала нейтральну політику чоловіка, проти якої виступав старший його син Ільхам, прихильник агресивної політики.
У 1479 році, після смерті хана Ібрагіма і приходу до влади партії Ільхама, Нур-Султан залишає Казань і доручає майбутнє старшого сина Мухаммед-Аміна московському князю Івану III, а молодшого (Абдул-Латіфа) залишає при собі.
В 1486 Нур-Султан вийшла заміж за кримського хана Менглі I Гірея і поїхала в Бахчисарай разом з сином Абдул-Латіфом.
У 1494—1495 роках здійснила велику подорож Сходом. Відвідала Аравію та Єгипет зі своїм братом князем Хусейном, побувала в Мецці та Медині, здійснивши хадж. Повернувшись, відправила у подарунок Іванові III коня, на якому здійснила подорож. У відповідь Іван Великий дає Нурсалтан обіцянку, що «Казань завжди буде власністю її роду».
У 1510—1511 роках разом з пасинком, царевичем Сахіб-Ґераєм, здійснила другу велику подорож, цього разу на Північ. Завітала до Московського князівтва, Казанського ханства, побачилася зі своїми синами. Поїздка завершилася підписанням мирного договору між Кримом, Казанню та Москвою, який не порушувався з боку Криму до 1513 року, а з боку Казані — до 1519 року.

## Діти
Сини Мухаммед-Амін, Абдул-Латіф і дочка Гаухаршад народилися у шлюбі з ханом Ібрагімом.